# Hagadur, Malavalli
Hagadur là một làng thuộc tehsil Malavalli, huyện Mandya, bang Karnataka, Ấn Độ.